# اوئه‌سوگی نوریزانه
اوئه‌سوگی نوریزانه (به ژاپنی: 上杉 憲実 Uesugi Norizane); ۱ ژانویهٔ ۱۴۱۰ – ۲۲ مارس ۱۴۶۶) یک سامورایی از خاندان اوئه‌سوگی در دوره موروماچی اهل ژاپن بود.
او بیست و یکمین کانتو کانری بود （زمان تصدی：۱۴۱۹–۱۴۳۹）